# Амбарцумян, Цовинар Суреновна
Цовинар Суреновна Амбарцумян (арм. Ծովինար Սուրենի Համբարձումյան; род. 5 июля 1971, Ереван) — армянский дипломат, посол Армении в Италии (2020—н. в.).

## Биография
Родилась 5 июля 1971 года в Ереване. В 1989—1994 годах обучалась на тюрколога на факультете востоковедения Ереванского государственного университета. В 1992—1995 годах преподавала тюркологию в гимназии Нерсисян в Эчмиадзине.
В 1995—1998 и 2002—2018 годах работала в Аппарате президента Армении, в 1998—2002 годах — в Офисе пресс-секретаря президента Армении, в 2018—2020 годах — в Аппарате премьер-министра Армении. Являлась начальником управления внешних связей Аппарата президента (позднее — премьер-министра) Армении. В 2009—2010 годах являлась научным сотрудником в Оборонном колледже НАТО в Риме.
В 2020 году назначена послом Армении в Италии.
24 октября 2024 г. назначена послом Армении в Республике Болгария. 3 декабря 2024 г. он представил копию «Верительных грамот» в Министерство иностранных дел Болгарии. 
Знает английский, итальянский и русский языки. Имеет дочь.

## Награды
- Благодарственное письмо президента Армении (2007)[1].
- Медаль признательности[арм.] (2017)[1].